# Charles Napier
Charles Napier (Scottsville, Kentucky, VS, 12 april 1936 - Bakersfield, 5 oktober 2011) was een Amerikaans karakteracteur, die sinds 1968 in meer dan 180 producties heeft gespeeld. Zijn handelsmerk was zijn brede kaak.
Napier speelde meestal keiharde militaire rollen of die van de bad guy. Hij trad op in vele door Jonathan Demme geregisseerde films. 
Ook zorgde Napier voor de welbekende grommen die de Hulk voortbracht in de televisieserie The Incredible Hulk.

## Filmografie
- Mission: Impossible Televisieserie - Eerste bewaker (Afl., The Play, 1968, niet op aftiteling)
- Hogan's Heroes Televisieserie - Rol onbekend (Afl., The Missing Klink, 1969, niet op aftiteling)
- The House Near the Prado (1969) - Rol onbekend
- Star Trek Televisieserie - Adam (Afl., The Way to Eden, 1969)
- The Hanging of Jake Ellis (1969) - Jake Ellis
- Love and Kisses (1970) - Rol onbekend
- Cherry, Harry & Raquel! (1970) - Harry
- Beyond the Valley of the Dolls (1970) - Baxter Wolfe
- Mission: Impossible Televisieserie - Schurk (Afl., Run for the Money, 1971)
- The Seven Minutes (1971) - Officer Iverson
- Moonfire (1972) - Rol onbekend
- Mission: Impossible Televisieserie - Roland (Afl., Cocaine, 1972, niet op aftiteling)
- Supervixens (1975) - Harry Sledge
- Kojak Televisieserie - Marty Vaughan (Afl., My Brother, My Enemy, 1975)
- The Streets of San Francisco Televisieserie - Norderman (Afl., No Place to Hide, 1975)
- The Rockford Files Televisieserie - Billy Webster (Afl., Two Into 5.56 Won't Go, 1975)
- Starsky and Hutch Televisieserie - John Brown Harris (Afl., Texas Longhorn, 1975)
- Baretta Televisieserie - Whitey (Afl., Double Image, 1975)
- The Rookies Televisieserie - Phil (Afl., The Torch Man, 1975)
- Alien Attack (Televisiefilm, 1976) - Gezagvoerder shuttle (Niet op aftiteling)
- Baa Baa Black Sheep Televisieserie, aka Black Sheep Squadron - Majoor Red Buell (Afl., Flying Misfits: Part 1 & 2, 1976|Best Three Out of Five, 1976)
- Delvecchio Televisieserie - Alt (Afl., Hot Spell, 1976)
- The Rockford Files Televisieserie - Mitch Donner (Afl., New Life, Old Dragons, 1977)
- Ransom for Alice! (Televisiefilm, 1977) - Pete Phelan
- Thunder and Lightning (1977) - Jim Bob
- The Oregon Trail Televisieserie - Luther Sprague (Afl. onbekend, 1977)
- Handle with Care (1977) - Chrome Angel
- Starsky and Hutch Televisieserie - Sheriff Joe Tyce (Afl., Satan's Witches, 1978)
- Big Bob Johnson and His Fantastic Speed Circus (Televisiefilm, 1978) - Big Bob Johnson
- The Incredible Hulk Televisieserie - John Blake (Afl., The Slam, 1979)
- Last Embrace (1979) - Dave Quittle
- The Blues Brothers (1980) - Tucker McElroy
- Melvin and Howard (1980) - Ventura
- Gridlock (Televisiefilm, 1980) - Sonny
- B.J. and the Bear Televisieserie - Hammer (5 afl., 2 keer 1979, 1980, 2 keer 1981)
- Walking Tall Televisieserie - Rol onbekend (Afl., The Protectors of the People, 1981)
- Concrete Cowboys Televisieserie - Red Asher (Episode 1.1, 1981)
- The Dukes of Hazzard Televisieserie - Digger (Afl., Bye, Bye, Boss, 1981)
- The Incredible Hulk Televisieserie - Bert (Afl., Triangle, 1981)
- Knight Rider (Televisiefilm, 1982) - Carney
- Knight Rider Televisieserie - Carney (Afl., Knight of the Phoenix: Part 1 & 2, 1982)
- Dallas Televisieserie - Carl (Afl., Where There's a Will..., 1982)
- Simon & Simon Televisieserie - Gibson (Afl., Mike & Pat, 1982)
- The Blue and the Gray (Mini-serie, 1982) - Maj. Harrison
- CHiPs Televisieserie - Klane (Afl., Something Special, 1982)
- Wacko (1983) - Chief O'Hara
- Tales of the Gold Monkey Televisieserie - Tex (Afl., High Stakes Lady, 1983)
- Gun Shy Televisieserie - Carlton (Afl., Pardon Me Boy, Is That the Quake City Choo Choo?, 1983)
- The A-Team Televisieserie - Ray Cross (Afl., Labor Pains, 1983)
- China Lake (1983) - Donnelly
- The Dukes of Hazzard Televisieserie - Pete (Afl., Targets: Daisy and Lulu, 1983)
- In Search of a Golden Sky (1984) - T.J. Rivers
- Swing Shift (1984) - Moon Willis
- Night Court Televisieserie - Mitch Bowers (Afl., Hi Honey, I'm Home, 1984)
- Whiz Kids Televisieserie - Douglas Blackthorne (Afl., May I Take Your Order Please?, 1984)
- The Outlaws (Televisiefilm, 1984) - Captain Striker
- The A-Team Televisieserie - Army Col. Briggs (Afl., Fire, 1984)
- The Cartier Affair (Televisiefilm, 1984) - Morgan Carroll
- Street Hawk Televisieserie - John Slade (Afl., Hot Target, 1985)
- Rambo: First Blood Part II (1985) - Marshall Murdock
- Outlaws (Televisiefilm, 1986) - Wolfson 'Wolf' Lucas
- Instant Justice (1986) - Maj. Davis
- Murder, She Wrote Televisieserie - Hank Sutter (Afl., Death Stalks the Big Top: Part 1 & 2, 1986)
- Something Wild (1986) - Irate Chef
- Outlaws Televisieserie - Wolfson 'Wolf' Lucas (Afl. onbekend, 1986-1987)
- Kidnapped (1987) - Lieutenant O'Bryan
- Deep Space (1987) - Det. Ian McLiamor
- The Night Stalker (1987) - Sergeant J.J. Striker
- Body Count (1986) - Charlie, the Sheriff
- The Incredible Hulk Returns (Televisiefilm, 1988) - Mike Fouche
- Married to the Mob (1988) - Ray, Angela's kapper
- War and Remembrance (Mini-serie, 1988) - Lt. Gen. Walter Bedell Smith
- One Man Force (1989) - Dante
- Hit List (1989) - Tom Mitchum
- Alien degli abissi (1989) - Kolonel Kovacks
- Paradise Televisieserie - Rol onbekend (Afl., A Gather of Guns, 1989)
- l'Ultima partita (1990) - American Consul
- Cop Target (1990) - John Granger
- Sulle tracce del condor (1990) - Rol onbekend
- Dragonfight (1990) - Moochow
- Ernest Goes to Jail (1990) - Gevangenisdirecteur
- Miami Blues (1990) - Sgt. Bill Henderson
- Future Zone (1990) - Mickland
- Maniac Cop 2 (1990) - Lew Brady
- The Grifters (1990) - Gloucester Hebbing
- Killer Instinct (1991) - John Doogan
- Indio 2 - La rivolta (1991) - IMC President
- The Silence of the Lambs (1991) - Lt. Boyle
- L.A. Law Televisieserie - Rol onbekend (Afl., The Beverly Hills Hangers, 1991)
- Lonely Hearts (1991) - Robby Ross
- Eyes of the Beholder (1992) - Det. Wilson
- Soldier's Fortune (1992) - Col. Bob
- Treacherous Crossing (Televisiefilm, 1992) - Rol onbekend
- Center of the Web (1992) - Agent Williams
- Hornsby e Rodriguez - sfida criminale (1992) - Brian Hornsby
- Body Shot (1993) - Leon
- Skeeter (1993) - Ernie Buckle
- Renegade Televisieserie - Brackett (Afl., Fighting Cage: Part 1 & 2, 1993)
- Frogtown II (1993) - Captain Delano
- Loaded Weapon 1 (1993) - Ondervrager
- Body Bags (Televisiefilm, 1993) - Honkbal-team Manager (segment 'Eye')
- Renegade Televisieserie - Sgt. Douglas Raines (Afl., Windy City Blues, 1993)
- Philadelphia (1993) - Rechter Garnett
- Silent Fury (1994) - Rol onbekend
- Silk Degrees (1994) - Schultz
- Coach Televisieserie - Buzz Durkin (Afl., Head Like a Wheel, 1994)
- To Die, to Sleep (1994) - Father
- Raw Justice (1994) - Burgemeester David Stiles
- Jailbreakers (Televisiefilm, 1994) - Horse Connection
- Savage Land (1994) - Cole
- Hard Justice (Video, 1995) - Gevangenisdirecteur Pike
- Max Is Missing (Televisiefilm, 1995) - Becker
- Fatal Choice (1995) - Nolan Gobal
- 3 Ninjas Knuckle Up (1995) - Jack
- Murder, She Wrote Televisieserie - Denver Martin (Afl., The Dream Team, 1995)
- Lois & Clark: The New Adventures of Superman Televisieserie - Salin' Whalen (Afl., Target: Jimmy Olsen, 1995)
- Jury Duty (1995) - Jed
- The Critic Televisieserie - Duke Phillips (6 afl., 1994-1995, stem)
- Hudson Street Televisieserie - Lone Star Sheriff/Max Lester (Afl., Guess Who's Coming to Dinner?, 1995)
- Star Trek: Deep Space Nine Televisieserie - Denning (Afl., Little Green Men, 1995)
- Ballistic (1995) - Underwood
- Expert Witness (1996) - Bonn
- Spycraft: The Great Game (Computerspel, 1996) - Frank Milkovsky (Stem)
- Billy Lone Bear (1996) - Rol onbekend
- Ripper Man (1996) - Harry
- Alien Species (1996) - Sheriff Nate Bridges
- Felony (1996) - Duke
- Original Gangstas (1996) - Burgemeester
- The Cable Guy (1996) - Arresting Officer
- Pacific Blue Televisieserie - Tyrone Justice (Afl., Genuine Heroes, 1996)
- The Real Adventures of Jonny Quest Televisieserie - Hinkle (Afl., Without a Trace, 1996, stem)
- Macon County Jail (1997) - Sheriff Dempsey
- No Small Ways (1997) - Rol onbekend
- Riot (1997) - Agent Devaney
- Austin Powers: International Man of Mystery (1997) - Commander Gilmour
- Steel (1997) - Col. David
- George & Leo Televisieserie - Dutch (Afl., The Housekeeper, 1997)
- Men in Black: The Series Televisieserie - Zed (7 afl., 1997, stem)
- The Thief & the Stripper (1998) - Face
- Centurion Force (1998) - Rol onbekend
- Lima: Breaking the Silence (1998) - Padre
- Party of Five Televisieserie - Video Guy (Afl., Here and Now, 1998)
- Armstrong (1998) - Robert Zorkin
- Second Chances (1998) - Craig Hardy
- Fatal Pursuit (1998) - Herbert
- Beloved (1998) - Angry Carny (Niet op aftiteling)
- Los gringos (1999) - The Gringo
- Cypress Edge (1999) - Detective O'Reilly
- The Hunter's Moon (1999) - J.T. Conover
- The Magician Televisieserie - Lt. Vega (Stem, 1999)
- Austin Powers: The Spy Who Shagged Me (2000) - Generaal Hawk
- Walker, Texas Ranger Televisieserie - Gevangenisdirecteur Kyle (Afl., Fight or Die, 1999)
- Never Look Back (2000) - Rol onbekend
- Down 'n Dirty (2000) - Captain Jerry Teller
- Superman: The Animated Series Televisieserie - Generaal Hardcastle (Afl., The Prometheon, 1997|Legacy: Part 1 & 2, 2000)
- God, the Devil and Bob Televisieserie - Rol onbekend (4 afl., 2000, stem)
- Very Mean Men (2000) - Detective Bailey
- Nutty Professor II: The Klumps (2000) - Viersterrengeneraal
- Roswell Televisieserie - Hal Carver (Afl., Summer of '47, 2000)
- Buzz Lightyear of Star Command Televisieserie - Wild Bill Cooley (Afl., Haunted Moon, 2000)
- Forgive Me Father (2001) - Frank Ransom
- Diagnosis Murder Televisieserie - Johnny McNamara (Afl., Sins of the Father: Part 1 & 2, 2001)
- The Practice Televisieserie - Rechter Abraham Betts (Afl., Awakenings, 2001|Gideon's Crossover, 2001)
- The Legend of Tarzan Televisieserie - Ian McTeague (Afl., Tarzan and the Poisoned River: Part 2, 2001)
- Extreme Honor (2001) - Commander
- Return to Castle Wolfenstein (Computerspel, 2001) - Murphy (Stem)
- Spirit: Stallion of the Cimarron (2002) - Roy (Stem)
- Son of the Beach Televisieserie - Charles Foster Brooks (Afl., Three Days of the Condom, 2002)
- The Simpsons Televisieserie - Grant Connor (Afl., The Fat and the Furriest, 2003, stem)
- Trash (Televisiefilm, 2003) - Man
- The Mummy: The Animated Series Televisieserie - Jack O'Connell (Afl., Like Father, Like Son, 2003, stem)
- Dinocroc (2004) - Sheriff Harper
- The Simpsons Televisieserie - Gevangenisdirecteur (Afl., Pokey Mom, 2001|The Wandering Juvie, 2004, stem)
- The Manchurian Candidate (2004) - Generaal Sloan
- Justice League Televisieserie - Generaal Hardcastle (Afl., Fearful Symmetry, 2004)
- Quake 4 (Computerspel, 2005) - Generaal Ulysses Harper (Stem)
- The Simpsons Televisieserie - Officer Krackney (Afl., The Seven-Beer Snitch, 2005, stem)
- Lords of Dogtown (2005) - Nudie
- The 4400 Televisieserie - Reverend Josiah (Afl., Wake-Up Call, 2005)
- Fielder's Choice (Televisiefilm, 2005) - Taco Bob
- Suits on the Loose (2005) - Generaal Wilkins
- The Batman Televisieserie - Killgore Steed (Afl., The Laughing Cats, 2005, stem)
- CSI: Crime Scene Investigation Televisieserie - Warren Matthews (Afl., Still Life, 2005)
- Monk Televisieserie - Sheriff Bates (Afl., Mr. Monk Bumps His Head, 2006)
- Annapolis (2006) - Supt. Carter
- Squidbillies Televisieserie - Sheriff (7 afl., 2005-2006, stem)
- Your Name Here (2007) - Chuck (Post-productie)
- bgFATIdy (2007) - Father Woods (in productie)

## Trivia
- In 2003 verscheen hij met zijn vrouw in een aflevering van Dr. Phil, om zijn obsessie met het beroemd zijn te bespreken.

- Biblioteca Nacional de España: XX4580456
- Bibliothèque nationale de France: cb13897854n (data)
- Gemeinsame Normdatei: 139411674
- International Standard Name Identifier: 0000 0000 7142 2180
- Library of Congress Control Number: no2001055264
- MusicBrainz: 99417e5b-5407-4267-a09f-74b4ad97c60e
- Nationale Bibliotheek van Tsjechië: xx0156017
- SNAC: w6320rqz
- Système universitaire de documentation: 06025128X
- Virtual International Authority File: 16875407
- WorldCat: E39PBJjRWbqdWDhDjM7xkdXDbd